# Markéta Fialková
Markéta Fialková-Němcová (ur. 27 marca 1956 w Pradze, zm. 23 sierpnia 2011 w Tiranie) – czechosłowacka dysydentka, dyplomatka, ambasador Czechosłowacji i Czech w Polsce (1990–1994), w latach 2007-2011 ambasador Czech w Albanii.

## Życiorys
W 1977 znalazła się wśród sygnatariuszy Karty 77. W związku z niemożnością ukończenia studiów z powodów politycznych podjęła pracę w charakterze ogrodnika w Ogrodzie Botanicznym w Pradze, pracowała także w antykwariacie i w praskich szpitalach. Była działaczką Solidarności Polsko-Czechosłowackiej. Współpracowała z Komitetem Obrony Niesłusznie Prześladowanych. Była kilkakrotnie zatrzymywana przez władze Czechosłowacji.
W 1990 rozpoczęła pracę w Ministerstwie Spraw Zagranicznych. Od kwietnia 1990 do marca 1994 pełniła misję jako ambasador Czechosłowacji, a następnie Czech w Polsce. W latach 1994–1995 pracowała w Departamencie Analizy i Planowania Politycznego MSZ, następnie była osobistym sekretarzem prezydenta Havla (1995–1997).
W latach 1997–1999 pełniła obowiązki konsultanta Komisji ds. Stosunków Państwa i Rady Konferencji Biskupów Kościoła katolickiego. Od 1995 do 2006 pracowała jako obserwator wyborów w Bośni i Hercegowinie, Kosowie, Gruzji, Macedonii i Czarnogórze.
Odznaczona Krzyżem Komandorskim Orderu Zasługi RP.